# 1591 Baize
1591 Baize (1951 KA) là một tiểu hành tinh vành đai chính được phát hiện ngày 31 tháng 5 năm 1951 bởi Arend, S. ở Uccle.